# Módulo 1000
Módulo 1000 é uma banda de rock psicodélico  brasileira da década de 1970, formada por Luiz Paulo Simas (órgão, piano e vocal), Eduardo Leal (baixo), Daniel Cardona Romani (guitarra e vocal, falecido em 25 de abril de 2015) e Candinho (bateria).
O quarteto seguia uma linha pesada com nítidas influências de Black Sabbath  e psicodelia à Pink Floyd. O Módulo 1000 teve em seu currículo a participação no V Festival Internacional da Canção e o lançamento de um único álbum em 1972, que hoje é um valioso item para os negociantes de LPs raros.
O tecladista Luiz Simas, que depois, juntamente com Candinho, montaria o funk-prog Vímana com os então desconhecidos Lulu Santos, Ritchie, Lobão e Fernando Gama, notabilizou-se como autor do plim-plim da Rede Globo.

## Discografia
- Big Mama / Isto Não Quer Dizer Nada (1970) - Compacto
- Não Fale Com Paredes (1972) - LP
- The Cancer Stick / Waitin' for Tomorrow (1972) - Compacto lançado com o nome de Love Machine
- Maybe / Bewitched (2013) - Single